# Prun roșu
Prunul roșu (Prunus nigra) este una dintre cele mai cunoscute specii de prun.